# Servisch voetbalelftal onder 21 (mannen)
Jong Servië is het Servisch voetbalelftal voor spelers jonger dan 21. De leeftijdsgrens geldt steeds bij het begin van een Europees kampioenschap. Servië geldt als opvolger van Jong Joegoslavië dat in 1978 Europees kampioen werd. Tot en met 2006 was Servië onderdeel van Jong Servië en Montenegro dat in 2006 de halve finale wist te bereiken onder leiding van bondscoach Dragan Okuka.

## Europees kampioenschap
- 2007: Tweede plaats
- 2009: Halve finale
- 2011: Niet gekwalificeerd
- 2013: Niet gekwalificeerd
- 2015: Groepsfase
- 2017: Groepsfase
- 2019: Groepsfase
- 2021: Niet gekwalificeerd
- 2023: Niet gekwalificeerd
- 2025: Niet gekwalificeerd

## Selecties

### Europees kampioenschap
| Selectie van Servië bij het Europees kampioenschap 2007 | Selectie van Servië bij het Europees kampioenschap 2007 | Selectie van Servië bij het Europees kampioenschap 2007 | Selectie van Servië bij het Europees kampioenschap 2007 | Selectie van Servië bij het Europees kampioenschap 2007 | Selectie van Servië bij het Europees kampioenschap 2007 | Selectie van Servië bij het Europees kampioenschap 2007 | Selectie van Servië bij het Europees kampioenschap 2007 | Selectie van Servië bij het Europees kampioenschap 2007 |
| №                                                       | Naam                                                    | Wed.                                                    | Dlpnt.                                                  | Club                                                    |                                                         |                                                         |                                                         |                                                         |
| ------------------------------------------------------- | ------------------------------------------------------- | ------------------------------------------------------- | ------------------------------------------------------- | ------------------------------------------------------- | ------------------------------------------------------- | ------------------------------------------------------- | ------------------------------------------------------- | ------------------------------------------------------- |
| Doel                                                    |                                                         |                                                         |                                                         |                                                         |                                                         |                                                         |                                                         |                                                         |
| 1                                                       | Damir Kahriman                                          |                                                         |                                                         | FK Vojvodina                                            |                                                         |                                                         |                                                         |                                                         |
| 12                                                      | Igor Stefanović                                         |                                                         |                                                         | FK Zemun                                                |                                                         |                                                         |                                                         |                                                         |
| 23                                                      | Aleksandar Kesić                                        |                                                         |                                                         | Mladost Apatin                                          |                                                         |                                                         |                                                         |                                                         |
| Verdediging                                             |                                                         |                                                         |                                                         |                                                         |                                                         |                                                         |                                                         |                                                         |
| 2                                                       | Branislav Ivanović                                      |                                                         |                                                         | Lokomotiv Moskou                                        |                                                         |                                                         |                                                         |                                                         |
| 3                                                       | Antonio Rukavina                                        |                                                         |                                                         | Partizan Belgrado                                       |                                                         |                                                         |                                                         |                                                         |
| 4                                                       | Nemanja Rnić                                            |                                                         |                                                         | Partizan Belgrado                                       |                                                         |                                                         |                                                         |                                                         |
| 6                                                       | Aleksandar Kolarov                                      |                                                         |                                                         | OFK Beograd                                             |                                                         |                                                         |                                                         |                                                         |
| 11                                                      | Duško Tošić                                             |                                                         |                                                         | FC Sochaux                                              |                                                         |                                                         |                                                         |                                                         |
| 19                                                      | Dušan Basta                                             |                                                         |                                                         | Rode Ster Belgrado                                      |                                                         |                                                         |                                                         |                                                         |
| 20                                                      | Slobodan Rajković                                       |                                                         |                                                         | OFK Beograd                                             |                                                         |                                                         |                                                         |                                                         |
| 22                                                      | Nikola Petković                                         |                                                         |                                                         | FK Vojvodina                                            |                                                         |                                                         |                                                         |                                                         |
| Middenveld                                              |                                                         |                                                         |                                                         |                                                         |                                                         |                                                         |                                                         |                                                         |
| 5                                                       | Gojko Kačar                                             |                                                         |                                                         | FK Vojvodina                                            |                                                         |                                                         |                                                         |                                                         |
| 7                                                       | Milan Smiljanić                                         |                                                         |                                                         | Partizan Belgrado                                       |                                                         |                                                         |                                                         |                                                         |
| 8                                                       | Boško Janković                                          |                                                         |                                                         | RCD Mallorca                                            |                                                         |                                                         |                                                         |                                                         |
| 10                                                      | Dejan Milovanović                                       |                                                         |                                                         | Rode Ster Belgrado                                      |                                                         |                                                         |                                                         |                                                         |
| 13                                                      | Nikola Drinčić                                          |                                                         |                                                         | FK Amkar Perm                                           |                                                         |                                                         |                                                         |                                                         |
| 14                                                      | Stefan Babović                                          |                                                         |                                                         | OFK Beograd                                             |                                                         |                                                         |                                                         |                                                         |
| 15                                                      | Predrag Pavlović                                        |                                                         |                                                         | FK Napredak Kruševac                                    |                                                         |                                                         |                                                         |                                                         |
| 17                                                      | Miloš Krasić                                            |                                                         |                                                         | CSKA Moskou                                             |                                                         |                                                         |                                                         |                                                         |
| 21                                                      | Zoran Tošić                                             |                                                         |                                                         | FK Banat Zrenjanin                                      |                                                         |                                                         |                                                         |                                                         |
| Aanval                                                  |                                                         |                                                         |                                                         |                                                         |                                                         |                                                         |                                                         |                                                         |
| 9                                                       | Đorđe Rakić                                             |                                                         |                                                         | OFK Beograd                                             |                                                         |                                                         |                                                         |                                                         |
| 16                                                      | Đorđe Ivelja                                            |                                                         |                                                         | OFK Beograd                                             |                                                         |                                                         |                                                         |                                                         |
| 18                                                      | Dragan Mrdja                                            |                                                         |                                                         | Lierse SK                                               |                                                         |                                                         |                                                         |                                                         |
| Bondscoach: Miroslav Đukić                              |                                                         |                                                         |                                                         |                                                         |                                                         |                                                         |                                                         |                                                         |

| Selectie van Servië bij het Europees kampioenschap 2009 | Selectie van Servië bij het Europees kampioenschap 2009 | Selectie van Servië bij het Europees kampioenschap 2009 | Selectie van Servië bij het Europees kampioenschap 2009 | Selectie van Servië bij het Europees kampioenschap 2009 | Selectie van Servië bij het Europees kampioenschap 2009 | Selectie van Servië bij het Europees kampioenschap 2009 | Selectie van Servië bij het Europees kampioenschap 2009 | Selectie van Servië bij het Europees kampioenschap 2009 |
| №                                                       | Naam                                                    | Wed.                                                    | Dlpnt.                                                  | Club                                                    |                                                         |                                                         |                                                         |                                                         |
| ------------------------------------------------------- | ------------------------------------------------------- | ------------------------------------------------------- | ------------------------------------------------------- | ------------------------------------------------------- | ------------------------------------------------------- | ------------------------------------------------------- | ------------------------------------------------------- | ------------------------------------------------------- |
| Doel                                                    |                                                         |                                                         |                                                         |                                                         |                                                         |                                                         |                                                         |                                                         |
| 1                                                       | Željko Brkić                                            |                                                         |                                                         | FK Vojvodina                                            |                                                         |                                                         |                                                         |                                                         |
| 12                                                      | Bojan Šaranov                                           |                                                         |                                                         | OFK Beograd                                             |                                                         |                                                         |                                                         |                                                         |
| 23                                                      | Živko Živković                                          |                                                         |                                                         | FK Metalac                                              |                                                         |                                                         |                                                         |                                                         |
| Verdediging                                             |                                                         |                                                         |                                                         |                                                         |                                                         |                                                         |                                                         |                                                         |
| 2                                                       | Marko Jovanović                                         |                                                         |                                                         | Partizan Belgrado                                       |                                                         |                                                         |                                                         |                                                         |
| 5                                                       | Nikola Petković                                         |                                                         |                                                         | Eintracht Frankfurt                                     |                                                         |                                                         |                                                         |                                                         |
| 13                                                      | Ivan Obradović                                          |                                                         |                                                         | Partizan Belgrado                                       |                                                         |                                                         |                                                         |                                                         |
| 14                                                      | Nenad Tomović                                           |                                                         |                                                         | Rode Ster Belgrado                                      |                                                         |                                                         |                                                         |                                                         |
| 15                                                      | Nemanja Pejčinović                                      |                                                         |                                                         | Rode Ster Belgrado                                      |                                                         |                                                         |                                                         |                                                         |
| 16                                                      | Jagoš Vuković                                           |                                                         |                                                         | FK Rad Beograd                                          |                                                         |                                                         |                                                         |                                                         |
| 21                                                      | Milan Vilotić                                           |                                                         |                                                         | FK Čukarički Stankom                                    |                                                         |                                                         |                                                         |                                                         |
| Middenveld                                              |                                                         |                                                         |                                                         |                                                         |                                                         |                                                         |                                                         |                                                         |
| 3                                                       | Ljubomir Fejsa                                          |                                                         |                                                         | Partizan Belgrado                                       |                                                         |                                                         |                                                         |                                                         |
| 4                                                       | Gojko Kačar                                             |                                                         |                                                         | Hertha BSC                                              |                                                         |                                                         |                                                         |                                                         |
| 6                                                       | Nikola Gulan                                            |                                                         |                                                         | TSV 1860 München                                        |                                                         |                                                         |                                                         |                                                         |
| 7                                                       | Milan Smiljanić                                         |                                                         |                                                         | Espanyol Barcelona                                      |                                                         |                                                         |                                                         |                                                         |
| 11                                                      | Zoran Tošić                                             |                                                         |                                                         | Manchester United                                       |                                                         |                                                         |                                                         |                                                         |
| 17                                                      | Nemanja Matić                                           |                                                         |                                                         | MFK Košice                                              |                                                         |                                                         |                                                         |                                                         |
| 18                                                      | Marko Milinković                                        |                                                         |                                                         | MFK Košice                                              |                                                         |                                                         |                                                         |                                                         |
| 19                                                      | Rajko Brežančić                                         |                                                         |                                                         | Partizan Belgrado                                       |                                                         |                                                         |                                                         |                                                         |
| 20                                                      | Dušan Tadić                                             |                                                         |                                                         | FK Vojvodina                                            |                                                         |                                                         |                                                         |                                                         |
| 22                                                      | Nemanja Tomić                                           |                                                         |                                                         | Partizan Belgrado                                       |                                                         |                                                         |                                                         |                                                         |
| Aanval                                                  |                                                         |                                                         |                                                         |                                                         |                                                         |                                                         |                                                         |                                                         |
| 8                                                       | Rade Veljović                                           |                                                         |                                                         | CFR Cluj                                                |                                                         |                                                         |                                                         |                                                         |
| 9                                                       | Slavko Perović                                          |                                                         |                                                         | FK Napredak Kruševac                                    |                                                         |                                                         |                                                         |                                                         |
| 10                                                      | Miralem Sulejmani                                       |                                                         |                                                         | AFC Ajax                                                |                                                         |                                                         |                                                         |                                                         |
| Bondscoach: Slobodan Krčmarević                         |                                                         |                                                         |                                                         |                                                         |                                                         |                                                         |                                                         |                                                         |

| Selectie van Servië bij het Europees kampioenschap 2015 | Selectie van Servië bij het Europees kampioenschap 2015 | Selectie van Servië bij het Europees kampioenschap 2015 | Selectie van Servië bij het Europees kampioenschap 2015 | Selectie van Servië bij het Europees kampioenschap 2015 | Selectie van Servië bij het Europees kampioenschap 2015 | Selectie van Servië bij het Europees kampioenschap 2015 | Selectie van Servië bij het Europees kampioenschap 2015 | Selectie van Servië bij het Europees kampioenschap 2015 |
| №                                                       | Naam                                                    | Wed.                                                    | Dlpnt.                                                  | Club                                                    |                                                         |                                                         |                                                         |                                                         |
| ------------------------------------------------------- | ------------------------------------------------------- | ------------------------------------------------------- | ------------------------------------------------------- | ------------------------------------------------------- | ------------------------------------------------------- | ------------------------------------------------------- | ------------------------------------------------------- | ------------------------------------------------------- |
| Doel                                                    |                                                         |                                                         |                                                         |                                                         |                                                         |                                                         |                                                         |                                                         |
| 1                                                       | Marko Dmitrović                                         |                                                         |                                                         | Charlton Athletic                                       |                                                         |                                                         |                                                         |                                                         |
| 12                                                      | Nikola Perić                                            |                                                         |                                                         | FK Jagodina                                             |                                                         |                                                         |                                                         |                                                         |
| 23                                                      | Nemanja Stevanović                                      |                                                         |                                                         | FK Čukarički Stankom                                    |                                                         |                                                         |                                                         |                                                         |
| Verdediging                                             |                                                         |                                                         |                                                         |                                                         |                                                         |                                                         |                                                         |                                                         |
| 3                                                       | Marko Petković                                          |                                                         |                                                         | Rode Ster Belgrado                                      |                                                         |                                                         |                                                         |                                                         |
| 5                                                       | Uroš Ćosić                                              |                                                         |                                                         | Frosinone Calcio                                        |                                                         |                                                         |                                                         |                                                         |
| 6                                                       | Aleksandar Pantić                                       |                                                         |                                                         | Córdoba CF                                              |                                                         |                                                         |                                                         |                                                         |
| 13                                                      | Nemanja Petrović                                        |                                                         |                                                         | Partizan Belgrado                                       |                                                         |                                                         |                                                         |                                                         |
| 15                                                      | Uroš Spajić                                             |                                                         |                                                         | Toulouse FC                                             |                                                         |                                                         |                                                         |                                                         |
| 17                                                      | Aleksander Filipović                                    |                                                         |                                                         | FK Jagodina                                             |                                                         |                                                         |                                                         |                                                         |
| 20                                                      | Lazar Ćirković                                          |                                                         |                                                         | Partizan Belgrado                                       |                                                         |                                                         |                                                         |                                                         |
| 22                                                      | Filip Stojković                                         |                                                         |                                                         | FK Čukarički Stankom                                    |                                                         |                                                         |                                                         |                                                         |
| Middenveld                                              |                                                         |                                                         |                                                         |                                                         |                                                         |                                                         |                                                         |                                                         |
| 2                                                       | Aleksandar Kovačević                                    |                                                         |                                                         | Rode Ster Belgrado                                      |                                                         |                                                         |                                                         |                                                         |
| 4                                                       | Srđan Mijailović                                        |                                                         |                                                         | Kayserispor                                             |                                                         |                                                         |                                                         |                                                         |
| 7                                                       | Goran Čaušić                                            |                                                         |                                                         | Eskişehirspor                                           |                                                         |                                                         |                                                         |                                                         |
| 8                                                       | Mirko Ivanić                                            |                                                         |                                                         | FK Vojvodina                                            |                                                         |                                                         |                                                         |                                                         |
| 10                                                      | Filip Đuričić                                           |                                                         |                                                         | Southampton FC                                          |                                                         |                                                         |                                                         |                                                         |
| 14                                                      | Darko Brašanac                                          |                                                         |                                                         | Partizan Belgrado                                       |                                                         |                                                         |                                                         |                                                         |
| 18                                                      | Miloš Jojić                                             |                                                         |                                                         | Borussia Dortmund                                       |                                                         |                                                         |                                                         |                                                         |
| 19                                                      | Nikola Trujić                                           |                                                         |                                                         | FK Napredak Kruševac                                    |                                                         |                                                         |                                                         |                                                         |
| 21                                                      | Slavoljub Srnić                                         |                                                         |                                                         | FK Čukarički Stankom                                    |                                                         |                                                         |                                                         |                                                         |
| Aanval                                                  |                                                         |                                                         |                                                         |                                                         |                                                         |                                                         |                                                         |                                                         |
| 9                                                       | Aleksandar Pešić                                        |                                                         |                                                         | Toulouse FC                                             |                                                         |                                                         |                                                         |                                                         |
| 11                                                      | Aleksandar Čavrić                                       |                                                         |                                                         | KRC Genk                                                |                                                         |                                                         |                                                         |                                                         |
| 16                                                      | Luka Milunović                                          |                                                         |                                                         | Platanias FC                                            |                                                         |                                                         |                                                         |                                                         |
| Bondscoach: Mladen Dodić                                |                                                         |                                                         |                                                         |                                                         |                                                         |                                                         |                                                         |                                                         |

| Selectie van Servië bij het Europees kampioenschap 2017 | Selectie van Servië bij het Europees kampioenschap 2017 | Selectie van Servië bij het Europees kampioenschap 2017 | Selectie van Servië bij het Europees kampioenschap 2017 | Selectie van Servië bij het Europees kampioenschap 2017 | Selectie van Servië bij het Europees kampioenschap 2017 | Selectie van Servië bij het Europees kampioenschap 2017 | Selectie van Servië bij het Europees kampioenschap 2017 | Selectie van Servië bij het Europees kampioenschap 2017 |
| №                                                       | Naam                                                    | Wed.                                                    | Dlpnt.                                                  | Club                                                    |                                                         |                                                         |                                                         |                                                         |
| ------------------------------------------------------- | ------------------------------------------------------- | ------------------------------------------------------- | ------------------------------------------------------- | ------------------------------------------------------- | ------------------------------------------------------- | ------------------------------------------------------- | ------------------------------------------------------- | ------------------------------------------------------- |
| Doel                                                    |                                                         |                                                         |                                                         |                                                         |                                                         |                                                         |                                                         |                                                         |
| 1                                                       | Filip Manojlović                                        |                                                         |                                                         | Rode Ster Belgrado                                      |                                                         |                                                         |                                                         |                                                         |
| 12                                                      | Đorđe Nikolić                                           |                                                         |                                                         | FC Basel                                                |                                                         |                                                         |                                                         |                                                         |
| 23                                                      | Vanja Milinković-Savić                                  |                                                         |                                                         | Lechia Gdańsk                                           |                                                         |                                                         |                                                         |                                                         |
| Verdediging                                             |                                                         |                                                         |                                                         |                                                         |                                                         |                                                         |                                                         |                                                         |
| 2                                                       | Milan Gajić                                             |                                                         |                                                         | Girondins Bordeaux                                      |                                                         |                                                         |                                                         |                                                         |
| 3                                                       | Nemanja Antonov                                         |                                                         |                                                         | Grasshopper Club                                        |                                                         |                                                         |                                                         |                                                         |
| 4                                                       | Nikola Milenković                                       |                                                         |                                                         | Partizan Belgrado                                       |                                                         |                                                         |                                                         |                                                         |
| 5                                                       | Miloš Veljković                                         |                                                         |                                                         | Werder Bremen                                           |                                                         |                                                         |                                                         |                                                         |
| 6                                                       | Radovan Pankov                                          |                                                         |                                                         | FK Oeral                                                |                                                         |                                                         |                                                         |                                                         |
| 13                                                      | Miroslav Bogosavac                                      |                                                         |                                                         | FK Čukarički Stankom                                    |                                                         |                                                         |                                                         |                                                         |
| 14                                                      | Vukašin Jovanović                                       |                                                         |                                                         | Girondins Bordeaux                                      |                                                         |                                                         |                                                         |                                                         |
| 15                                                      | Aleksander Filipović                                    |                                                         |                                                         | FK Voždovac                                             |                                                         |                                                         |                                                         |                                                         |
| Middenveld                                              |                                                         |                                                         |                                                         |                                                         |                                                         |                                                         |                                                         |                                                         |
| 8                                                       | Nemanja Maksimović                                      |                                                         |                                                         | FK Astana                                               |                                                         |                                                         |                                                         |                                                         |
| 10                                                      | Mijat Gaćinović                                         |                                                         |                                                         | Eintracht Frankfurt                                     |                                                         |                                                         |                                                         |                                                         |
| 16                                                      | Marko Grujić                                            |                                                         |                                                         | Liverpool                                               |                                                         |                                                         |                                                         |                                                         |
| 17                                                      | Andrija Živković                                        |                                                         |                                                         | SL Benfica                                              |                                                         |                                                         |                                                         |                                                         |
| 18                                                      | Dejan Meleg                                             |                                                         |                                                         | FK Vojvodina                                            |                                                         |                                                         |                                                         |                                                         |
| 19                                                      | Saša Lukić                                              |                                                         |                                                         | Torino                                                  |                                                         |                                                         |                                                         |                                                         |
| 20                                                      | Mihailo Ristić                                          |                                                         |                                                         | Rode Ster Belgrado                                      |                                                         |                                                         |                                                         |                                                         |
| 22                                                      | Srđan Plavšić                                           |                                                         |                                                         | Rode Ster Belgrado                                      |                                                         |                                                         |                                                         |                                                         |
| Aanval                                                  |                                                         |                                                         |                                                         |                                                         |                                                         |                                                         |                                                         |                                                         |
| 7                                                       | Ognjen Ožegović                                         |                                                         |                                                         | FK Čukarički Stankom                                    |                                                         |                                                         |                                                         |                                                         |
| 9                                                       | Uroš Đurđević                                           |                                                         |                                                         | Partizan Belgrado                                       |                                                         |                                                         |                                                         |                                                         |
| 11                                                      | Aleksandar Čavrić                                       |                                                         |                                                         | Slovan Bratislava                                       |                                                         |                                                         |                                                         |                                                         |
| 21                                                      | Nemanja Radonjić                                        |                                                         |                                                         | FK Čukarički Stankom                                    |                                                         |                                                         |                                                         |                                                         |
| Bondscoach: Nenad Lalatović                             |                                                         |                                                         |                                                         |                                                         |                                                         |                                                         |                                                         |                                                         |

 Albanië ·  Andorra ·  Armenië ·  Azerbeidzjan ·  België ·  Bosnië en Herzegovina ·  Bulgarije ·  Cyprus ·  Denemarken ·  Duitsland ·  Engeland ·  Estland ·  Faeröer ·  Finland ·  Frankrijk ·  Georgië ·  Gibraltar ·  Griekenland ·  Hongarije ·  Ierland ·  IJsland ·  Israël ·  Italië ·  Kazachstan ·  Kosovo ·  Kroatië ·  Letland ·  Liechtenstein ·  Litouwen ·  Luxemburg ·  Malta ·  Moldavië ·  Montenegro ·  Nederland ·  Noord-Ierland ·  Noord-Macedonië ·  Noorwegen ·  Oekraïne ·  Oostenrijk ·  Polen ·  Portugal ·  Roemenië ·  Rusland ·  San Marino ·  Schotland ·  Servië ·  Slovenië ·  Slowakije ·  Spanje ·  Tsjechië ·  Turkije ·  Wales ·  Wit-Rusland ·  Zweden ·  Zwitserland
 Joegoslavië ·  DDR ·  Servië en Montenegro ·  Sovjet-Unie ·  Tsjecho-Slowakije
FSS · A-internationals · Bondscoaches · Statistieken · Servisch vrouwenelftal · Olympisch elftal · Servië U21 · Servië U20 · Servië U19 · Servië U17 · Servië en Montenegro U19 · Servië en Montenegro U17
2003 – 2006** · 
2006 – 2009 · 
2010 – 2019 ·
2020 − 2029
EK 2008 · 
EK 2012 · 
EK 2016 ·
EK 2020
WK 2006** · 
WK 2010 · 
WK 2014 · 
WK 2018 ·
WK 2022
OS 2004** · 
OS 2008 · 
OS 2012 ·
OS 2016 ·
OS 2020
2006 · 
2007 · 
2008 · 
2009 · 
2010 · 
2011 · 
2012 · 
2013 · 
2014 · 
2015 · 
2016 ·
2017 ·
2018 ·
2019 ·
2020 ·
2021 ·
2022
Albanië ·
Algerije ·
Armenië ·
Australië ·
Azerbeidzjan ·
Bahrein ·
België ·
Bolivia ·
Brazilië ·
Bulgarije ·
Chili ·
China ·
Colombia ·
Costa Rica ·
Cyprus ·
Denemarken ·
Dominicaanse Republiek ·
Duitsland ·
Engeland ·
Estland ·
Faeröer ·
Finland ·
Frankrijk ·
Georgië ·
Ghana ·
Griekenland ·
Honduras ·
Hongarije ·
Ierland ·
Israël ·
Italië ·
Jamaica ·
Japan ·
Jordanië ·
Kameroen ·
Kazachstan ·
Kroatië · 
Litouwen ·
Luxemburg ·
Marokko ·
Mexico ·
Moldavië ·
Montenegro ·
Nieuw-Zeeland ·
Nigeria ·
Noord-Ierland ·
Noord-Macedonië ·
Noorwegen ·
Oekraïne ·
Oostenrijk ·
Panama ·
Paraguay ·
Polen ·
Portugal ·
Qatar ·
Roemenië ·
Rusland ·
Schotland ·
Slovenië ·
Spanje ·
Tsjechië ·
Turkije ·
Verenigde Staten ·
Wales ·
Zuid-Afrika ·
Zuid-Korea ·
Zweden ·
Zwitserland
Brazilië (2018) · 
Costa Rica (2018) · 
Duitsland (2010) · 
Ghana (2010) · 
Kameroen (2022) · 
Zwitserland (2018)
** = Onder de naam Servië en Montenegro